# Patan, Gujarat

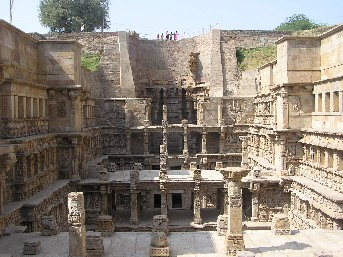
Rani ki vav, en trappbrunn i Patan.

Patan är en stad i delstaten Gujarat i västra Indien, och är administrativ huvudort för ett distrikt med samma namn. Folkmängden uppgick till 125 497 invånare vid folkräkningen 2011, med förorter 133 737 invånare.